# Liste des présidents de la communauté de Madrid
Cet article dresse la liste des titulaires du poste de président de la communauté de Madrid depuis la promulgation de la loi organique portant statut d'autonomie, le 1er mars 1983

## Liste
| Président | Président               | Dates                                                            | Parti | Remarque                                                                                    |
| --------- | ----------------------- | ---------------------------------------------------------------- | ----- | ------------------------------------------------------------------------------------------- |
|           | Joaquín Leguina,        | 15 juin 1983 - 30 juin 1995 (12 ans et 15 jours)                 | PSOE  | Record de longévité.                                                                        |
|           | Alberto Ruiz-Gallardón, | 30 juin 1995 - 21 novembre 2003 (8 ans, 4 mois et 22 jours)      | PP    | Chargé des affaires courantes du 10 juin au 21 novembre 2003.                               |
|           | Esperanza Aguirre,      | 21 novembre 2003 - 18 septembre 2012 (8 ans, 9 mois et 28 jours) | PP    | Première femme titulaire. Ancienne ministre, ancienne présidente du Sénat.                  |
|           | Ignacio González        | 27 septembre 2012 - 26 juin 2015 (2 ans, 8 mois et 30 jours)     | PP    | Ancien vice-président du gouvernement. Président par intérim à partir du 18 septembre 2012. |
|           | Cristina Cifuentes,     | 26 juin 2015 - 25 avril 2018 (2 ans, 9 mois et 30 jours)         | PP    | Ancienne déléguée du gouvernement.                                                          |
|           | Ángel Garrido,          | 25 avril 2018 - 13 avril 2019 (11 mois et 19 jours)              | PP    | Par intérim du 25 avril au 19 mai 2018.                                                     |
|           | Pedro Rollán            | 13 avril 2019 - 17 août 2019 (4 mois et 6 jours)                 | PP    | Par intérim.                                                                                |
|           | Isabel Díaz Ayuso,      | Depuis le 17 août 2019 (5 ans, 6 mois et 25 jours)               | PP    | Premier gouvernement de coalition.                                                          |